# Dünen-Trespe
Die Dünen-Trespe (Bromus thominei Hardouin), oft als Bromus hordeaceus subsp. thominei (Hardouin) Maire aufgefasst, ist eine Art bzw.  Unterart der Gattung der Trespen (Bromus) aus der Artengruppe der Weichen Trespen (Bromus hordeaceus agg.) innerhalb der Pflanzenfamilie der Süßgräser (Poaceae).

## Beschreibung

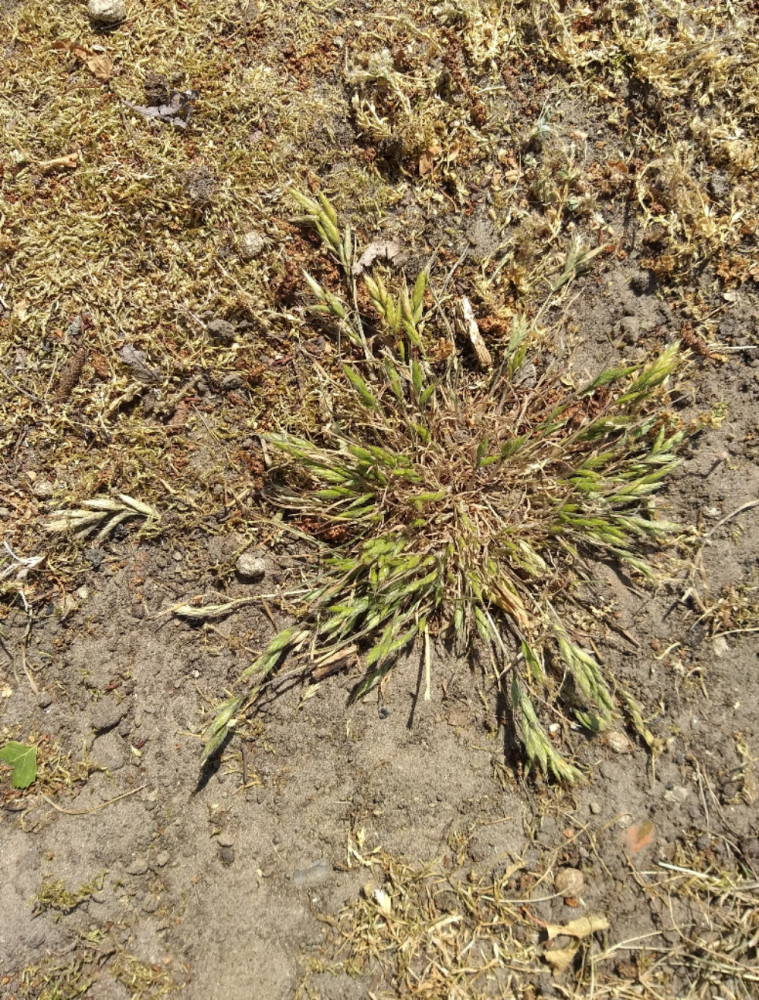
Habitus

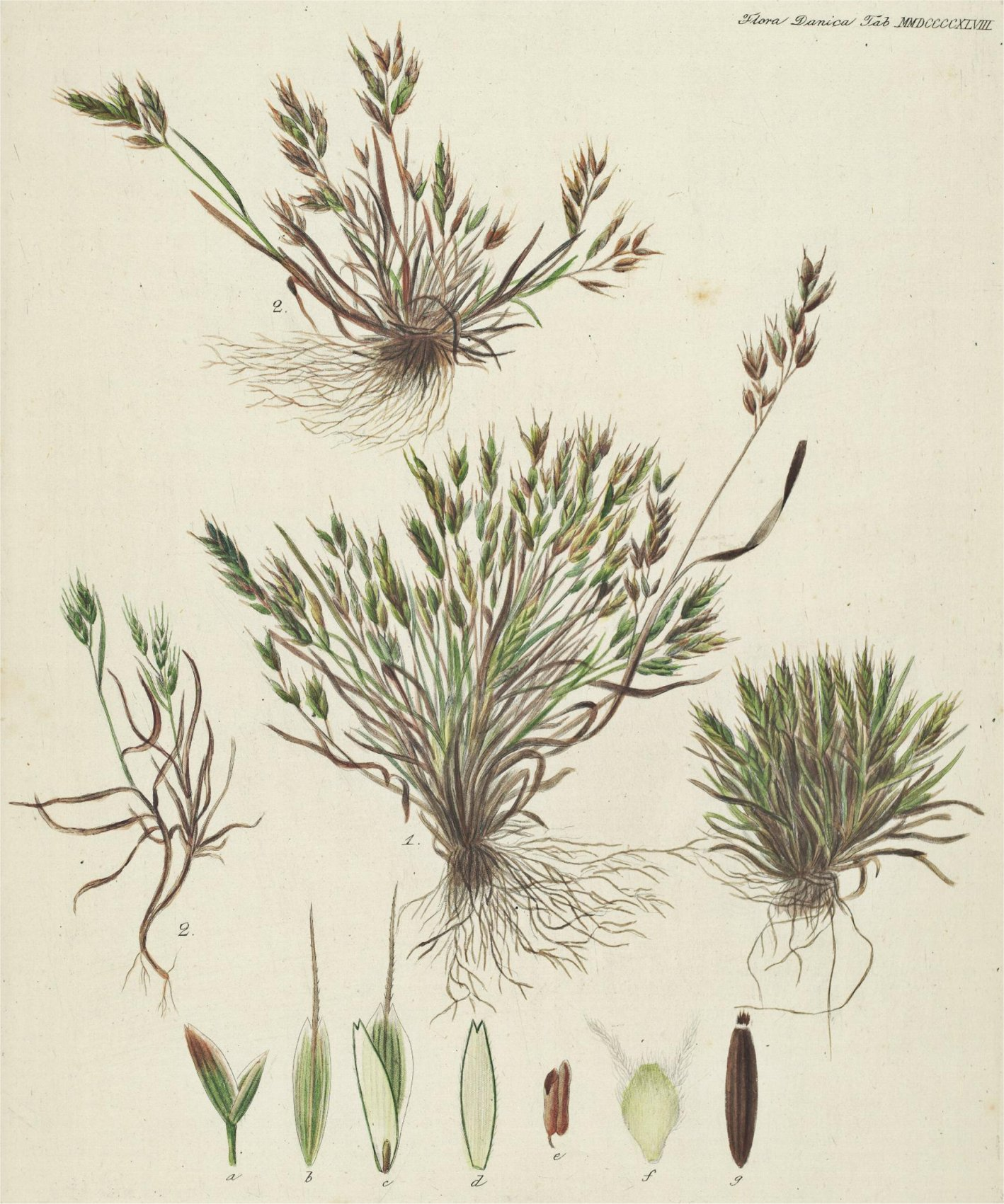
Illustration

### Vegetative Merkmale
Die Dünen-Trespe ist in ihren Merkmalen der Weichen Trespe i. e. S. (Bromus hordeaceus subsp. hordeaceus) sehr ähnlich. Sie ist eine einjährige, krautige Pflanze, die Wuchshöhen von 3 bis 8, selten bis zu 15 Zentimetern erreicht. Sie wächst mit zahlreichen oft im Kreis niederliegenden und sternförmig ausgebreiteten Halmen. Die Blattscheiden sind dicht und zottig behaart, Das Blatthäutchen ist eine 0,5 bis 1 Millimeter langer häutiger Saum. Die Blattspreiten sind 0,5 bis 3 Zentimeter lang und 0,5 bis 2 Millimeter breit und dicht mit langen Haaren besetzt.

### Generative Merkmale
Die Blütezeit erstreckt sich von Mai bis Juni. Der rispige Blütenstand ist 1 bis 3 Zentimeter lang, aufrecht, dicht und manchmal nur aus 1 bis 2 Ährchen zusammengesetzt. Die Ährchen enthalten drei bis sechs Blüten und sind 10 bis 14 Millimeter lang sowie 2 bis 3 Millimeter breit. Die untere Hüllspelze ist fünfnervig und etwa 4 Millimeter lang, die obere ist fünf- bis siebennervig und etwa 5 Millimeter lang. Die Deckspelzen sind siebennervig und 6 bis 7,5 Millimeter lang sowie etwa 4 Millimeter breit; sie enden mit einer 3 bis 7 Millimeter langen Granne. Sie sind kahl oder in der oberen Hälfte und an den Rändern behaart. Die Vorspelzen sind zweinervig und etwas kürzer als die Deckspelzen. Die Staubbeutel sind 0,5 bis 1 Millimeter lang.
Die Chromosomenzahl beträgt 2n = 28.

## Vorkommen
Die Dünen-Trespe ist hauptsächlich auf Dünen von Westeuropa bis zum Mittelmeerraum und auf den Azoren verbreitet. Sie kommt in Europa in den Ländern Portugal, Spanien, Frankreich, Irland, im Vereinigten Königreich, Belgien, den Niederlanden, Deutschland, Dänemark, Norwegen, Schweden, Island, Österreich, Italien, Griechenland und außerhalb in der Türkei vor.
Sie kommt zerstreut in Sandtrockenrasen der Nord- und Ostseeküste vor. Binnenlandvorkommen sind selten.

## Systematik
Die Erstbeschreibung von Bromus thominei erfolgte 1833 durch L. Hardouin in Congrès Scientifique de France, Band 1, Seite 56. Der wissenschaftliche Name ehrt den französischen Botaniker Charles Thomine des Mazures (1799–1824). Im Rang einer Unterart Bromus hordeaceus subsp. thominei (Hardouin) Braun-Blanq. wurde sie 1923 durch Josias Braun-Blanquet in L'origine et le Développement des Flores dans le Massif Central de France S. 113 veröffentlicht. Ein weiteres Synonym ist Bromus mollis subsp. thominei (Hardouin) Hegi.
Die Unterart Bromus hordeaceus subsp. thominei (Hardouin) Braun-Blanq. gehört zur Art Bromus hordeaceus aus Artengruppe der Weichen Trespen (Bromus hordeaceus agg.) der Gattung der Bromus in der Unterfamilie Pooideae innerhalb der Familie Poaceae.